# معاملة المثليين في سينت أوستاتيوس
قد يواجه الأشخاص من المثليين والمثليات ومزدوجي التوجه الجنسي والمتحولين جنسياً (اختصاراً: LGBT) في سينت أوستاتيوس التي تعد واحدة من ثلاث بلديات خاصة في هولندا والتي تقع في البحر الكاريبي (المعروفة باسم الجزر الكاريبية الهولندية)، تحديات قانونية لا يواجهها غيرهم من المغايرين جنسيا. يعتبر النشاط الجنسي بين بين الرجال وبين النساء قانونيا في سابا، تم تقنين زواج المثليين والتبني منذ عام 2012.

## قانونية المتعلق نفس الجنس المثلي
يعتبر النشاط الجنسي المثلي قانونيا في سينت أوستاتيوس.

## الاعتراف القانوني بالعلاقات المثلية
أصبح زواج المثليين في سينت أوستاتيوس قانونياً بعد دخول قانون حيز التتفيذ يمكّن الأزواج المثليين من الزواج هناك في 10 أكتوبر 2012.

## ملخص
| قانونية النشاط الجنسي المثلي                                                                  | Yes                                 |
| المساواة في السن القانوني للنشاط الجنسي                                                       | Yes                                 |
| قوانين مكافحة التمييز في التوظيف                                                              |                                     |
| قوانين مكافحة التمييز في توفير السلع والخدمات                                                 |                                     |
| قوانين مكافحة التمييز في جميع المجالات الأخرى (تتضمن التمييز غير المباشر، خطاب الكراهية)      |                                     |
| قوانين مكافحة أشكال التمييز المعنية بالهوية الجندرية                                          |                                     |
| زواج المثليين                                                                                 | (منذ عام 2012)                      |
| الاعتراف القانوني بالعلاقات المثلية                                                           | (منذ عام 2012)                      |
| تبني أحد الشريكين للطفل البيولوجي للشريك الآخر                                                | (منذ عام 2012)                      |
| التبني المشترك للأزواج المثليين                                                               | (منذ عام 2012)                      |
| يسمح للمثليين والمثليات ومزدوجي التوجه الجنسي والمتحولين جنسيا بالخدمة علناً في القوات المسلحة | (هولندا مسؤولة عن الدفاع)           |
| الحق بتغيير الجنس القانوني                                                                    | No                                  |
| علاج التحويل محظور على القاصرين                                                               | No                                  |
| الحصول على أطفال أنابيب للمثليات                                                              | No                                  |
| الأمومة التلقائية للطفل بعد الولادة                                                           | No                                  |
| تأجير الأرحام التجاري للأزواج المثليين من الذكور                                              | (غير قانوني للأزواج المغايرين كذلك) |
| السماح للرجال الذين مارسوا الجنس الشرجي التبرع بالدم                                          |                                     |